# Melanargia magnifica
Melanargia magnifica är en fjärilsart som beskrevs av Hermann Stauder 1913. Melanargia magnifica ingår i släktet Melanargia och familjen praktfjärilar. Inga underarter finns listade i Catalogue of Life.